# Roland Gálos
Roland Gálos (* 26. Mai 1995 in Baja) ist ein ungarischer Boxer, der sich im Federgewicht zur Teilnahme an den Olympischen Spielen 2020 in Tokio qualifizierte. Er trainiert im Club Mogyi Felsővárosi Ökölvívó SE in Baja und wird dort von Tamás Gálos betreut.

## Boxkarriere
Roland Gálos wurde 2012 Ungarischer Jugendmeister im Leichtgewicht und gewann 2013 die Goldmedaille im Leichtgewicht bei den Jugend-Europameisterschaften in Rotterdam. Er schlug dabei in den Vorrunden die Starter aus Weißrussland, Armenien und Bosnien, sowie im Halbfinale den Italiener Francesco Maietta und im Finale den Ukrainer Wiktor Petrow.
Bei den Erwachsenen wurde er 2014, 2015, 2017 und 2018 Ungarischer Meister im Leichtgewicht.
Bei den Europameisterschaften 2015 in Samokow schied er in der Vorrunde gegen den späteren Europameister Joseph Cordina aus und unterlag bei den Europaspielen 2019 in Minsk in der Vorrunde gegen Dorin Bucșa. Bei den Weltmeisterschaften 2019 in Jekaterinburg konnte er sich gegen Chen Po-yi und Frederik Jensen durchsetzen, ehe er im Achtelfinale gegen den Asienmeister Erdenebatyn Tsendbaatar verlor.
Bei der europäischen Olympiaqualifikation im März 2020 in London besiegte er Alen Rahimić und Arslan Tschatajew, ehe das Turnier aufgrund der COVID-19-Pandemie unterbrochen wurde. Bei der Fortsetzung der Qualifikation im Juni 2021 in Paris besiegte er noch Peter McGrail, womit er sich für die Olympischen Spiele 2020 in Tokio qualifizierte. Bei den Olympischen Spielen schied er in der Vorrunde mit 0:5 gegen Serik Termirschanow aus.